# Aphonopelma bistriatum
Aphonopelma bistriatum là một loài nhện trong họ Theraphosidae.
Loài này thuộc chi Aphonopelma. Aphonopelma bistriatum được Carl Ludwig Koch miêu tả năm 1838.